# Добряничі
Добря́ничі (пол. Dobrzynica, Dobrzanica, нім. Dobzau) — село в Україні, у Львівському районі Львівської області. Населення становить 379 осіб. Орган місцевого самоврядування - Перемишлянська міська рада.

## Історія
Дня 2.4.1945 р.* сотня “Сіроманців” під команд[уванням] хор. Косача зробила засідки трьома чотами в таких розположенням: друга чота зробила засідку в с. Добряничах на гостинці від с. Утіхович, Перемишлянський р-н. Перша чота зробила засідку в с. Кореличах на шляху Перемишляни – Рогатин. Рівночасно третя чота зробила засідку в с. Осталовичах. Цей відділ в третій годині попав під Осталовичами на большевиків, не вспівши заняти навіть становища. По короткій перестрілці чота відступила маючи 2 ранених […] (старший Рожевий). Большевикам знищено кулемет з обслугою. Большевики думали, що чота відступила в сторону Добрянич і подалися туди, де попали в засідку другої чоти. Роєвий Месник відкрив по большевиках вогонь і знищив 14 большевиків, решта відступила. Через 15 хв. большевики за горою переорганізувались і повели наступ на наші становища. В [тому] часі ком. відділу, який був при першій чоті, висилає на поміч другій чоті 2 рій під команд[уванням] роєвого Соловейка, які обійшли большевиків зі заходу і вдарили на них фланковим вогнем, після того большевики втекли до району. Коло год. 10 від сторони с. Брюхович показалась більша сила большевиків з гарматою і танкеткою, наші чоти на наказ ком. відділу відступили до лісу. Большевики відкрили по опущених становищах сильний вогонь з гарматок і кулеметів. У висліді бою большевики втратили 20 вбитими і 9 раненими, наші втрати 2 вбиті (заст. чот. Мурашка і кулемет[ник] Гад**) та один легко ранений.

## Населення

### Мова
Розподіл населення за рідною мовою за даними перепису 2001 року:
| Мова       | Кількість | Відсоток |
| ---------- | --------- | -------- |
| українська | 377       | 99.47%   |
| російська  | 2         | 0.53%    |
| Усього     | 379       | 100%     |

## Видатні люди, що народилися у Добряничах
- 24 березня 1897: Вільгельм Райх — австрійський та американський психоаналітик.